# نواب وکیل
میرزا محمد نواب رضوی معروف به نواب وکیل و نواب وکیل التولیه  از سیاستمداران ایرانی بود، که در  دوره سوم به‌عنوان نماینده یزد در مجلس شورای ملی حضور داشت.

## زندگی‌نامه
سید محمد رضوی فرزند میرزا سید حسن رضوی و بی بی فاطمه، در صفر ۱۲۷۹ هجری قمری (۱۲۳۵ هجری شمسی) در یزد به دنیا آمد. او یکی از معاریف و رجال قرن گذشته و اخیر و از دودمان مشهور رضوی می‌باشد. جدّ وی میرزا عبدالحی رضوی، اهل خراسان بود که به هنگام پادشاهی فتحعلی شاه قاجار به یزد آمد و با یکی از دختران محمدتقی خان بافقی  حاکم نامدار یزد ازدواج کرد و در یزد سکنی گزید و از این رو خاندان بزرگی با نام رضوی در یزد شکل گرفت. نواب از خاندان «نوابان یزد» بود که به فضل و دیانت و ادب و نجابت شهره بودند. پدر وی میرزا سید حسن بود که اولادش چهار پسر و دختر می‌باشند و بزرگترین پسر ایشان سید محمد است.

## کلیات زندگانی و آثار
زندگانی نواب، زندگانی پرماجرایی است. وی پس از تحصیل به کشاورزی روی آورد و بعد به امور اجتماعی پرداخت. وکیل التولیه آستان قدس رضوی و سپس نماینده دوره سوم مجلس شورای ملی گردید که در دوره نمایندگی او جنگ جهانی اول رخ داد. او در شمار مهاجران بود و سفر پرحادثه ای را طی کرد. وی همواره با رجال و دولت مردان وقت مراوده و معاشرت داشت و مصاحب آنان بود. از اینها گذشته او هنرمند بود و دارای خطی خوش. حسابداری ماهر و در تیراندازی نیز استاد بود. اما مهمتر از همه آنکه وی مورخی دقیق بود که حوادث آن دوره را با جزئیات و با قلمی شیوا و روان بیان می‌نمود. در مقاطعی از تاریخ حساس ایران مانند مهاجرت مجلسیان در جنگ جهانی اول، او تنها مورخ میدان سیاست است و همچنین در روزنامه نیز مطلب می‌نوشته‌است. از آن جایی که اهل قلم بوده‌است دست به نوشتن خاطرات خود می‌زند و کتاب خاطرات نواب وکیل (کشف حقایق) حاصل آن می‌باشد.

وی در این کتاب خاطرات عمر پرفراز و نشیب خود را از بدو کودکی تا حدود سال ۱۳۱۷ شمسی که قریب به هشتاد و چند ساله بوده به نگارش درآورده و چون در جریان حوادث و وقایع اجتماعی و سیاسی کشور بوده و خود در برخی از آن‌ها شرکت داشته، یادگاری ماندگار از خود باقی گذاشته‌است.
این کتاب در دو بخش به نگارش درآمده است: در بخش اول آن به شرح زندگانی خود پرداخته و در بخش دوم آن که با عنوان سفر چهار ساعته و کشف حقایق به نگارش درآمده است؛ گفتگویی فرضی هست برای بیان تعارضات سنت و مدرنیته و این تنش‌ها در قالب دیالوگ‌های زیبا و پرمغزی که بین دو فرد، یکی طرفدار پهلوی و دیگری قاجار رد و بدل می‌شود نشان داده شده‌است.
تنها نسخه خطی موجود این کتاب، در کتابخانه وزیری یزد به شماره ۵۰۲۰ محفوظ است. این کتاب که به خط شکسته نستعلیق مؤلف در ۱۱۸۲ صفحه کتابت شده، یکی از منابع مهم و ارزشمند تاریخ معاصر به ویژه دوره قاجاریه و منطقه یزد است. که به کوشش دکتر علی اکبر تشکری بازخوانی شده و پیوست‌هایی کامل و جامع به آن افزوده گردیده و با مقدمه ایرج افشار وارد بازار شده‌است.
میرزا سید محمّد در ۱۲ سالگی به تعلیم دروس مقدّماتی مانند صرف زاهد، هدایهٔ میبدی، صمدیّه، الفیّه و شرح سیوطی پرداخته و در ۱۶ سالگی به مدرسهٔ علمیّه می‌رود. نخستین استاد وی میرزا سید حسین وامق، فرزند شاعر نامی عصر قاجار یزد، فدایی یزدی است که به وامق زاده هم معروف است که نزد او به آموزش فقه و اصول، علوم عربی و ادبی مشغول می‌شود.
او پس از دو سال آموزش برای سرکشی به املاک خالصهٔ پدر راهی پشتکوه می‌شود و در این مدّت، کلیه امور نیابتی پدر را در امور خالصه به عهده می‌گیرد و پس از مدّتی به‌واسطهٔ مسلط شدن در امور دیوانی، ملکی و غیره، نزد فردی به نام «غلامرضا مروستی»، علم حساب و حساب سیاق را فرا می‌گیرد. او همچنین مهارت‌هایی در تیراندازی، علوم جفر و خط سروی را نیز کسب می‌کند. او در سال ۱۲۹۸ هجری قمری با دختر نوّاب میرزا علیرضا ازدواج می‌کند و حاصل این ازدواج چندین فرزند دختر و پسر است که پنج نفر از آن‌ها در حیات پدر فوت کرده و او را داغدار می‌کنند.
نواب وکیل چند سالی را در پشتکوه می‌ماند و چنان‌که از محتوای کتاب کشف حقایق که دربرگیرندهٔ خاطرات اوست برمی‌آید، در حدود سال ۱۳۰۵ قمری پس از ورود به شهر یزد وارد مسائل حوزهٔ سیاسی می‌شود و همراه پدر در تحولات یزد نقش پررنگی ایفا می‌کند؛ چنان‌که همراه او به تهران برای عزل حاکمان یزد، اقبال الملک و جلال الدوله سفر می‌کند و برای دیگر امور سیاسی، مکاتباتی انجام می‌دهد و با حاکمان یزد نیز مراوداتی دارد و از این رو در اوضاع سیاسی اجتماعی یزد در ردیف افراد دارای نفوذ و اعتبار قرار می‌گیرد و به همین دلیل نیز در انتخابات دورهٔ سوم مجلس شورای ملّی به همراه میرزا احمدخان قزوینی و میرزاعبّاس صرّاف بمی به وکالت از طرف مردم یزد انتخاب می‌شود.
نواب وکیل در ذی‌حجّهٔ سال ۱۳۳۳ قمری وارد تهران می‌شود و چند روز پس از آن اعتبارنامه‌اش با اکثریّت آرا تصویب می‌شود و پس از آن به پیشنهاد «مؤتمن الملک» رئیس مجلس شورای ملّی و با توجه به مهارت نواب در علوم دفتری و علم حساب و حساب سیاق و با موافقت اکثریت نمایندگان به ریاست شعبه پنجم مجلس که کار آن رسیدگی به شکایات مربوط به حساب و مالیات و ارجاع آن به وزارت مالیه است، گمارده می‌شود اما با گسترش جنگ جهانگیر نخست و تنگ شدن حلقهٔ محاصرهٔ روس‌ها و احتمال سقوط پایتخت ایران، مجلس تعطیل می‌شود و هم پیمانان آلمانی و عثمانی در مجلس راهی قم می‌شوند و پس از چند روز نوّاب هم به مهاجرین در قم می‌پیوندد و مجلس در تبعید را تشکیل می‌دهند و نوّاب به سمت منشی انتخاب می‌شود. مهاجرین در ادامه به کرمانشاه، خانقین، کاظمین و نجف می‌روند. حسین مسرت -محقق و پژوهشگر فرهنگ عامه یزد- از «میرزا سیدمحمّد رضوی» معروف به نواب وکیل به عنوان یکی مشاهیر صاحب نفوذ و معتبر یزد و از نمایندگان صاحب نفوذ مردم یزد در دورهٔ سوم مجلس شورای ملّی یاد می‌کند و می‌گوید: سفرنامه تاریخی کشف الحقایق این فعال سیاسی یزد به غیر از خاطرات خود، حاوی رویدادهای تاریخی، سیاسی و اجتماعی یزد و ایران است.
نواب وکیل پس از چند مدّت دشواری و سختی در حدود سال ۱۳۳۷ قمری وی به یزد برمی‌گردد و پس از آن دیگر مسافرتی به بیرون از یزد ندارد. او در سال‌های پایانی عمرش یک چشمش نابینا و چشم دیگرش کم‌سو می‌شود و پس از فوت همسرش و کشته شدن پسرش جواد، یک مدّت خاطره‌نویسی را به کناری می‌نهد و بخش پایانی را یکی از پسرانش بر پایهٔ گفته‌های پدر می‌نویسد.
نواب سرانجام در سال ۱۳۱۷ هجری شمسی در ۷۸ سلگی درمی‌گذرد. از وی سفرنامه‌های تاریخی به نام «کشف حقایق یا سفر چهار ساعته» به جای مانده که به غیر از خاطرات خود، حاوی رویدادهای تاریخی، سیاسی و اجتماعی یزد و ایران است و نسخهٔ منحصر بفرد این کتاب خطی در گنجینهٔ کتاب‌های خطّی کتابخانهٔ وزیری یزد نگهداری می‌شود.
حسین مسرت در پایان با بیان این که کتابچه‌ای کوچک، دست‌نویس نوّاب وکیل، حاوی یادداشت‌های او نیز در گنجینهٔ اسناد میرزا محمّد کاظمینی در یزد وجود دارد، می‌گوید: البته چنان‌که نوّاب در کشف حقایق می‌نویسد مشاهدات خود را در سفرنامه‌ای جداگانه نوشته که از این کتاب اطّلاعی در دست نیست.

## خانه نواب وکیل

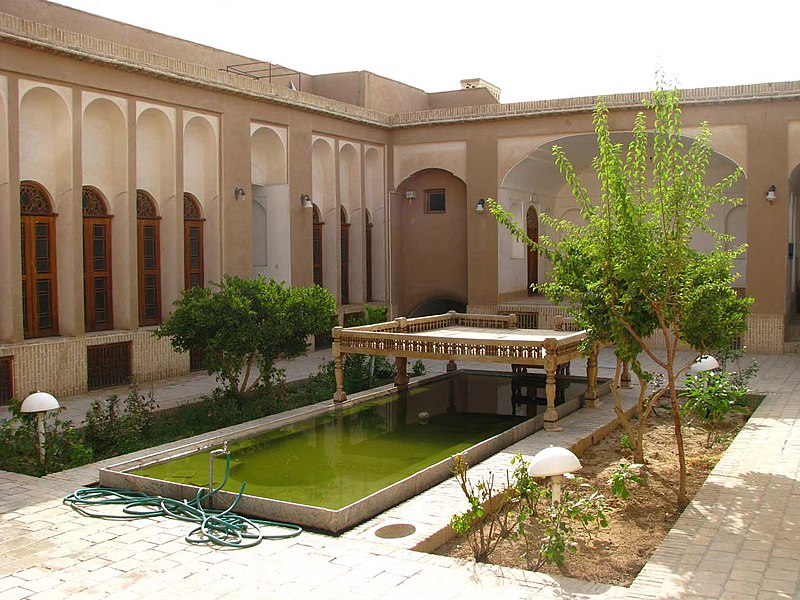

مربوط به دوره قاجار است و در یزد، خیابان امام خمینی، بوستان فهادان واقع شده و این اثر در تاریخ ۱۷ اسفند ۱۳۸۱ با شمارهٔ ثبت ۷۷۶۲ به‌عنوان یکی از آثار ملی ایران به ثبت رسیده‌است.